# (I Would) Die for You
(I Would) Die for You (pol. Umrzeć dla Ciebie), znany także w greckiej wersji językowej jako Ta petena ja sena – singiel greckiego zespołu muzycznego Antique napisany przez Nikosa Terzisa i Antonisa Papasa oraz wydany na drugiej płycie studyjnej grupy zatytułowanej Die for You z 2001 roku.
W 2001 roku utwór reprezentował Grecję w 46. Konkursie Piosenki Eurowizji dzięki wygraniu na początku lutego finału krajowych eliminacji eurowizyjnych po zdobyciu pierwszego miejsca w głosowaniu widzów oraz drugiego w rankingu jurorów. 12 maja duet zaprezentował numer jako przedostatni, 22. w kolejności w finale widowiska organizowanego w Kopenhadze i zajął z nim ostatecznie trzecie miejsce ze 147 punktami na koncie, w tym m.in. z maksymalnymi notami 12 punktów od Szwecji i Hiszpanii.

## Lista utworów
CD single
1. „(I Would) Die for You” (English Version) – 3:00
2. „(I Would) Die for You” (Eurovision Version) – 3:00
3. „(I Would) Die for You” (Greek Version) – 3:00

CD Maxi-single
1. „(I Would) Die for You” (English Version) – 3:00
2. „(I Would) Die for You” (Eurovision Version) – 3:00
3. „(I Would) Die for You” (Greek Version) – 3:00
4. „(I Would) Die for You” (Extended Version) – 3:00

CD – Remixes
1. „(I Would) Die for You” (Eric S Radio)
2. „(I Would) Die for You” (Die For Disco Radio)
3. „(I Would) Die for You” (Nordlight Vs C&N Projekt)
4. „(I Would) Die for You” (BGTH Remix Radio)
5. „(I Would) Die for You” (Eris S Club)
6. „(I Would) Die for You” (BGTH Remix Extended)
7. „(I Would) Die for You” (Die For Disco Instrumental)
8. „(I Would) Die for You” (Eurovision Version) – 3:00
9. „(I Would) Die for You” (Extended Version) – 3:00

## Personel
Poniższy spis sporządzono na podstawie materiału źródłowego:
- Elena Paparizou, Nikos Panagiotidis – wokal prowadzący
- Jeanette Olsson – wokal wspierający
- Nikos Terzis – kompozytor
- Antonis Papas – twórca tekstu
- Alex Papaconstantinou – buzuki
- Esbjörn Öhrvall – gitara
- Henrik Nilsson – mastering
- Christer Carlsson,  Niclas Johan Olausson (C&N Project) – producent

Utwór został zmasteringowany w studiu Polar Studios w Sztokholmie.

## Notowania i certyfikaty
| Kraj       | Lista (2001)    | Najwyższe miejsce |
| ---------- | --------------- | ----------------- |
| Grecja     | Top Singles     | 1                 |
| Szwecja    | Single Top 60   | 3                 |
| Norwegia   | Single Top 20   | 9                 |
| Dania      | Singles Top 40  | 15                |
| Szwajcaria | Singles Top 100 | 75                |
| Niemcy     | Singles Top 100 | 85                |

| Kraj    | Rok  | Najwyższe miejsce |
| ------- | ---- | ----------------- |
| Rumunia | 2001 | 26                |

### Certyfikaty
| Kraj    | Certyfikat | Sprzedaż |
| ------- | ---------- | -------- |
| Szwecja | Złoto      | 20 000   |